# Saran (Kunststoff)
Saran ist die eingetragene Handelsmarke von Dow Chemical für Produkte aus Polyvinylidenchlorid (PVdC) und Copolymerisate des Vinylidendichlorid, insbesondere mit Vinylchlorid.
Saran ist als Barrierefolie und als Granulat zum Extrudieren erhältlich. PVdC bzw. Saran ist ein ausgezeichneter Barrierestoff für Sauerstoff und Wasserdampf.
PVdC wurde von Dow durch John J. Grebe entwickelt und zunächst für einen seewasserfesten Schutzfilm der Flugzeuge der US-Streitkräfte verwendet. Die zunächst starke Geruchsentwicklung und die grünliche Farbe verhinderten andere Anwendungen.
Nachdem diese Eigenschaften beseitigt wurden, konnte das Produkt auch für Folien sogar im Lebensmittelbereich (z. B. Frischhaltefolie) eingesetzt werden. Saran hat Lebensmittelzulassungen gemäß FDA Regulation 21 CFR und entspricht der EU-Richtlinie 2002/72/EU.
Koextrudierte Mehrschichtfolie mit PVdC trägt den Dow-Handelsnamen Saranex.
Die vor allem im angloamerikanischen Raum bekannte adhäsive Haushaltsfolienmarke SaranWrap wird heute von S. C. Johnson & Son vermarktet.
Saran wird neben Polypropylen, Nylon und Kanekalon als Material für Puppenhaare verwendet. Der Spielzeughersteller Mattel (Barbie, Monster High) stellt Puppen her, die vor allem Saran und Polypropylen verwenden.